# Wallfahrtskirche „Maria vom Sieg“ (Greßhausen)

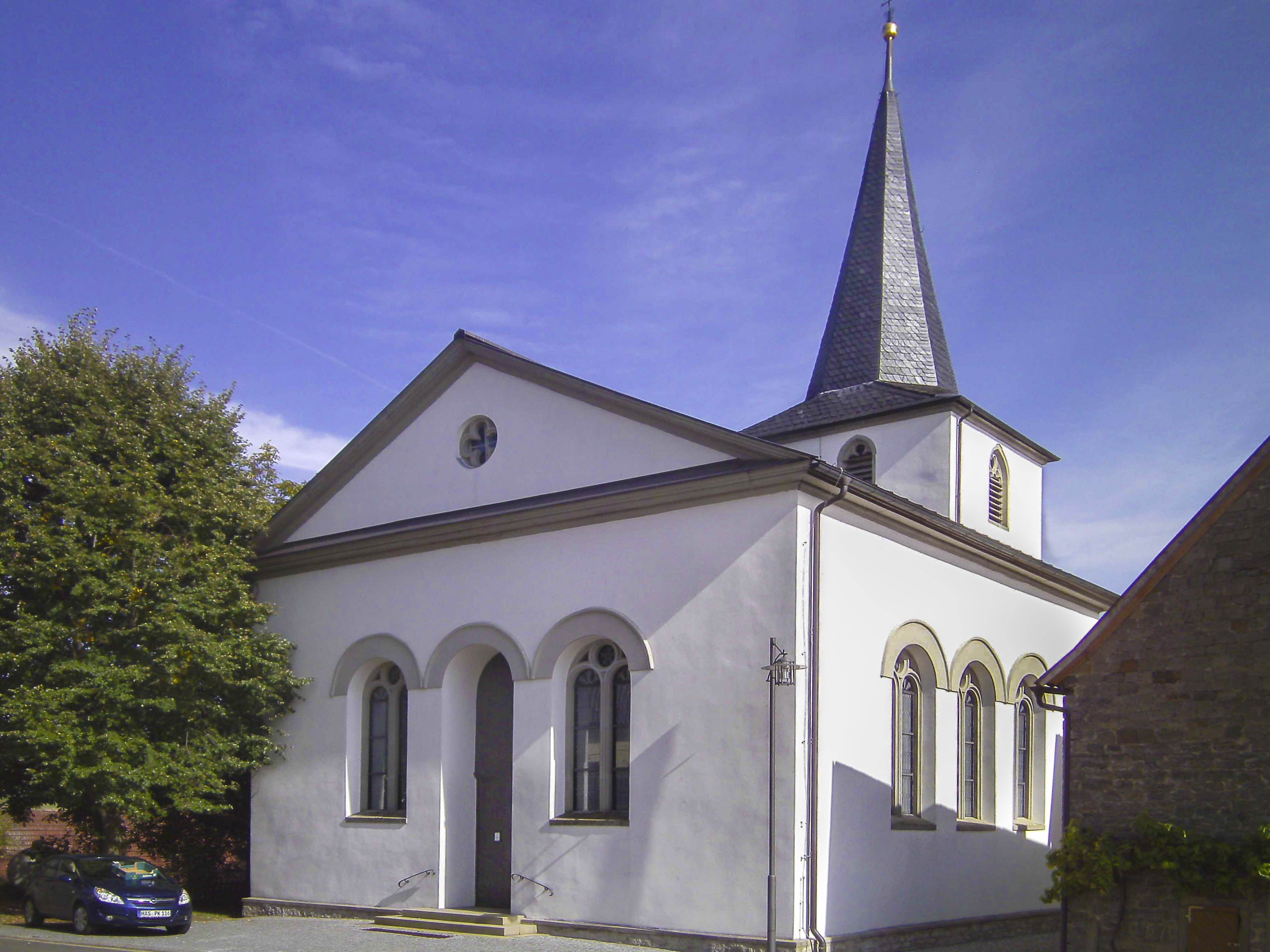
Wallfahrtskirche „Maria vom Sieg“ Greßhausen und Teil der ehemaligen Schulscheune

„Maria vom Sieg“ ist eine denkmalgeschützte Wallfahrtskirche in Greßhausen im bayerischen Landkreis Haßberge und ein Teil des Fränkischen Marienweges. Die Wallfahrt hat eine über 400-jährige Geschichte. Der Kirchenbau ist klassizistisch. Die Ausstattung ist nahezu vollständig im neuromanischen Stil erhalten.

## Legende
In einer Sage wird berichtet: „Die Stätte, wo heute die Dorfkirche steht, war von einer mächtigen Linde beschattet, unter deren Blätterdach sich die Einwohner zur Abhaltung gemeinsamer Andachten versammelten. Eines Tages, es war an einem Samstag, hörten die Andächtigen aus der Linde einen wundersamen, himmlischen Gesang. Als sich dieses Wunder wiederholte, forschte man nach und entdeckte in der hohlen Linde ein Muttergottesbild. Diese wundersame Begebenheit veranlaßte die Einwohner zur Erbauung einer Kirche, in der das Gnadenbild Aufstellung und Verehrung fand. Bald nach der Errichtung der Muttergotteskirche wallfahrten die Andächtigen aus nah und fern nach Greßhausen…“
Weiter wird berichtet: Später im Schwedenkriege hätten die Schweden das Bild des öfteren in die im untern Dorfe befindliche Weet geworfen, aber jedesmal sei es am andern Morgen an seinen alten Platz in die Kirche zurückgekehrt.
Diese beiden Legenden sind möglicherweise auf einen geschichtlichen Kern zurückzuführen, denn im Jahre 1542 wurde eine Linde bei der Kirche erwähnt, unter der der Marktsteinacher Zehntbüttel dreimal das Notgericht zu beschreien hatte.

## Wallfahrt
Schriftlich wurde die Wallfahrt zum ersten Mal in einer Urkunde von 1593 erwähnt. Im 16. Jahrhundert kamen die Wallfahrten in Franken durch Kriege und die Reformation zum Erliegen. In einer Eingabe baten die Pfarrer der Nachbarorte Schonungen und Forst den Würzburger Fürstbischof: … aber … ist es doch noch etlichen alten Personen wissent, dass vor etlichen Jaren, do es noch katholisch, Maynberg, Schoning, Forst, Gettheim, Ottendorf, Unter Und Ober Euerheim Unter Und Obertheres seien gehn Grussingshausen kommen, hatt auch besonderlich allda einen herrlichen altar, B. Mariae Virginis …. dahin zu gehn bewilligt, könte desto ehe solche Wallfahrt wiederumb angebracht. An den Abt von Theres erging am 21. Mai 1593 die Antwort des Bischofs: dass die Wallfahrt feria 4ta der 3. Walltag als Sonntag nach Vocens Jocunditatis gang sein sollte, welche wallfahrt aber durch eingerissene Kriegsempörung eingestellt und unterblieb, wiederumb gestattet sei.
Die Bezeichnung Beata Maria Virgo, also Selige Jungfrau Maria, erschien 1509 zum ersten Mal für die Wallfahrtskirche. Wann eine Umbenennung der Kirche von Beata Maria Virgo, zu dem seltenen Titel Maria Victoria, Maria vom Sieg, erfolgte, ist unklar. Der Titel Maria vom Sieg ist wahrscheinlich auf den Sieg der spanisch-venezianisch-päpstlichen Flotte unter Juan de Austria bei Lepanto im Jahre 1571 zurückzuführen. Die Marienverehrung erhielt dadurch im gesamten christlichen Abendland einen Aufschwung.
1797 stiftete eine Frau aus Abersfeld Amt und Predigt an drei Marienfesten. In einer Gotteshausrechnung von 1802/1803 wurden Ausgaben für ein seitens Band an das Mutter Gottes altar die geopferten Mahlschätz daran zu hängen … und … für den Wahlgang in der Creutzwochen hieher aufgeführt. In der Rechnung der Kirchenstiftung Greßhausen 1841/42 wurde ein dem Gotteshaus Greßhausen gehöriger Marienschatz aufgelistet. Votivtafeln, Körperteile aus Wachs und weitere Opfergaben hingen neben dem Marienaltar an der Wand sowie unter der Treppe zur Empore. Das Gnadenbild war in Gewänder eingehüllt und mit Talern, Medaillons, Ketten und Ringen geschmückt. 1843 wurde ein päpstlicher Ablass mit dem Titel Stiftung eines Hochamtes nebst Predigt mit einem Ablaß in die Filialkirche von Greßhausen Filial der Pfarrei Forst genehmigt. Im Jahre 1993 wurde die 400-jährige Wiedereröffnung der Wallfahrt nach Greßhausen mit einer Jubiläumswoche gefeiert. Jedes Jahr kommen nach wie vor zahlreiche Wallfahrer zur Wallfahrtskirche.

## Patrozinium Jakobus der Ältere (25. Juli)
In einer Auflistung des Einkommens des Pfarrers zu Forst im Jahre 1620 wurde zum ersten Mal St. Jakobus der Ältere (Patrocinium in Festo S. Jacobi) als Kirchenpatron genannt, während 1613 die Kirche noch Beata Maria Virgo genannt wurde. Vielleicht wurde Jakobus der Ältere deshalb als Kirchenpatron gewählt, weil er ein Symbol der Wallfahrer ist.

## Kirchenbau

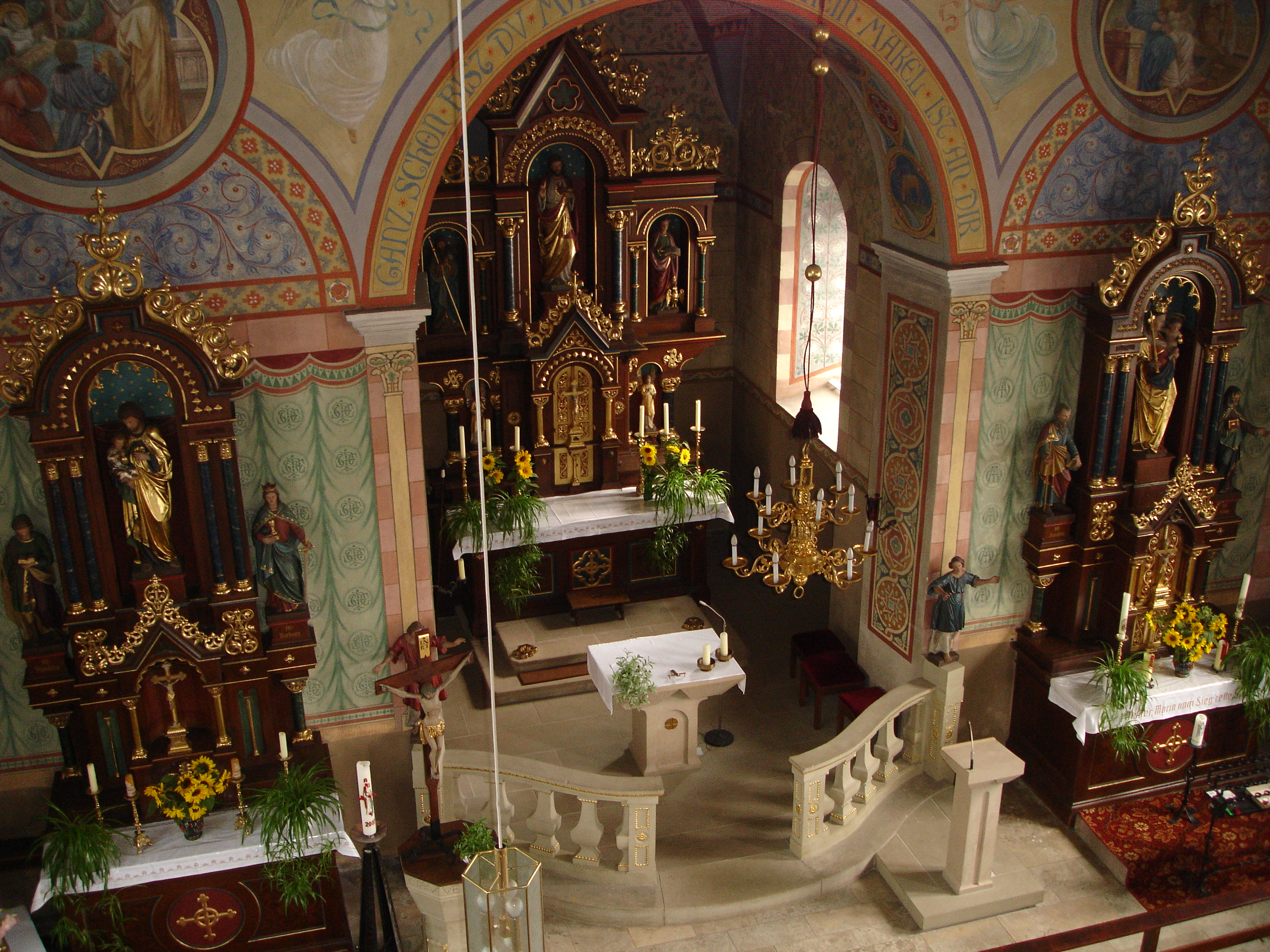
Altäre der Wallfahrtskirche „Maria vom Sieg“ von Valentin Oeckler

Die älteste Erwähnung einer Kirche in Greßhausen war im  Jahre 1459. Der Kirchturm ist ein sogenannter Julius-Turm aus der Zeit um 1599, benannt nach dem Würzburger Fürstbischof Julius Echter von Mespelbrunn. Typisch sind die auf seine Veranlassung hin errichteten Kirchtürme mit spitzen Achteckshelmen.

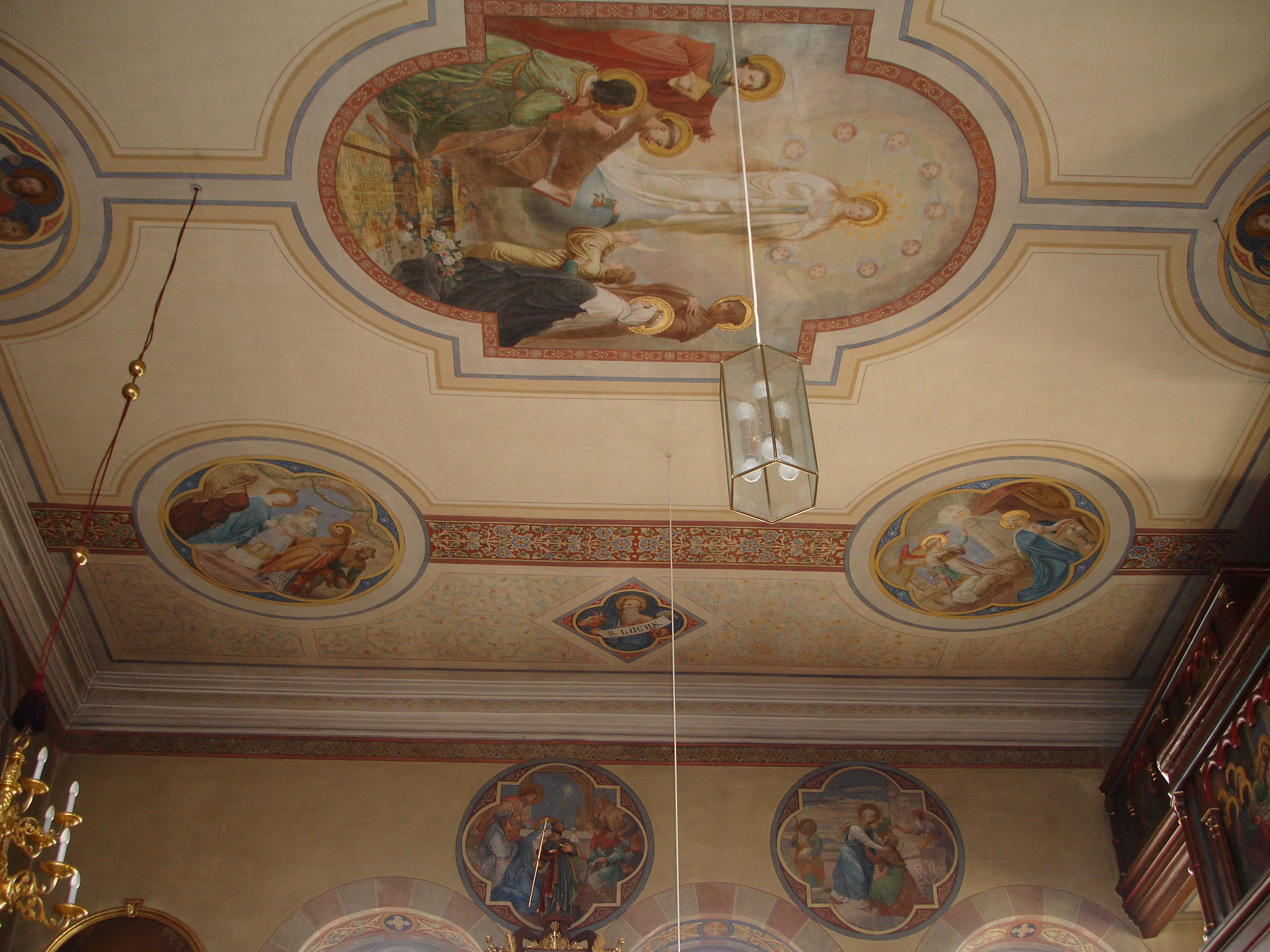
Ausschnitt aus der neuromanischen Innenausstattung der Wallfahrtskirche „Maria vom Sieg“

1822 sollte die Wallfahrtskirche wegen Baufälligkeit geschlossen werden. Da das Geld der Gemeinde für einen Neubau nicht ausreichte und von den 27 Haushalten kaum jemand etwas aus seinem Privatvermögen beitragen konnte, erfolgte 1822 auf Veranlassung des Landrichters von Haßfurt ein Hilfsaufruf an die Nachbarortschaften: „vermöge Höchsten Beschlußes königlicher Regierung des Unter-Mainkreises Kammer des Innern vom 27ten April l. J. soll die Wallfahrts-Kirche dahier wegen zu großer Baufälligkeit geschlossen werden, zumal der Fond zur neuen Aufbauung nicht ganz hinreicht, und die gering zählige Gemeinde dahier nicht imstande ist, die erforderlichen Hand- und Anspannfrohne allein zu leisten. Unser edle Herr Landrichter Haas zu Haßfurt will jedoch die Einleitung bei der königl. Regierung des Kreises treffen, dass die genannte Wallfahrts-Kirche wieder hergestellt werde, wenn sich die Gemeinde dahier binnen 8 Tagen ausweise, dass die ihr nahe gelegenen Ortschaften, deren Einwohner diese Marien-Kapelle seither so häufig besuchten, hierin zu Hülfe kommen wollten. Damit nun der Bau dieses Gnadenortes zu Stande gebracht werden könne, ersuchen Endes unterzeichnete alle außenbenannte Ortsvorstände bittlich ihren Gemeinden diese religiöse Angelegenheit bekannt zu machen und vorzustellen, dass sie die hiesige kleine Gemeinde die nur 27 Nachbarn (= erwachsene, männliche Familienvorstände mit Gemeinderecht) zählt, und sehr geringen Viehbestand hat, in diesem Falle gegen Erkenntlichkeit nach Kraften unterstützen möchten, sei es im Fuhren von Bau Materialien - Bausteinen, Sand, Bauholz, Kalk u. dgl. wie es ihnen am gelegensten ist, oder in beliebigen Geldbeiträgen. Diejenigen, welche zu diesem frommen Zwecke um Gottes Willen etwas beitragen wollen müssen sich nach der landgerichtlichen Weisung vom 8. Mai l. J. in ein Verzeichniß unterschreiben, welches innerhalb 8 Tagen eingereicht werden muß. Greßhausen, den 8. Mai 1822.“
Es erklärten sich folgende 30 Ortschaften bereit, mit Geld oder Baumaterialien zu helfen: Abersfeld, Ballingshausen, Dampfach, Donnersdorf, Dürrfeld, Ebertshausen, Falkenstein, Forst, Gädheim, Grettstadt, Hesselbach, Hoppachshof, Horhausen, Kreuzthal, Löffelsterz, Marktsteinach, Obereuerheim, Oberschwappach, Ottendorf, Ottenhausen, Pusselsheim, Rednershof, Reichmannshausen, Schonungen, Steinsfeld, Untereuerheim, Unterschwappach, Waldsachsen, Weyer und Wohnau. Während der Bauausführung kamen noch weitere Orte hinzu: Buch, Wagenhausen, Untertheres, Augsfeld, Prappach und Mechenried.
Die heutige Kirche wurde 1823 im Stil des Klassizismus erbaut. Sie wurde nach der Angabe eines der beiden Bauinspektoren der Diözese Würzburg, Wolfram oder Morell, erbaut. Nähere Unterlagen fehlen, zudem gab es einen Streit zwischen den beiden deswegen und wegen weiterer Kirchenbauten. Die Ausführung lag in der Verantwortung der Maurermeister Kehrlein aus Prappach und Kehl aus Haßfurt sowie des Zimmermeisters Ignaz Haus aus Zeil. 1908 und 1976 wurde die Kirche innen und 2001 außen renoviert und erhielt ein neues Kupferblechdach.

## Ausstattung

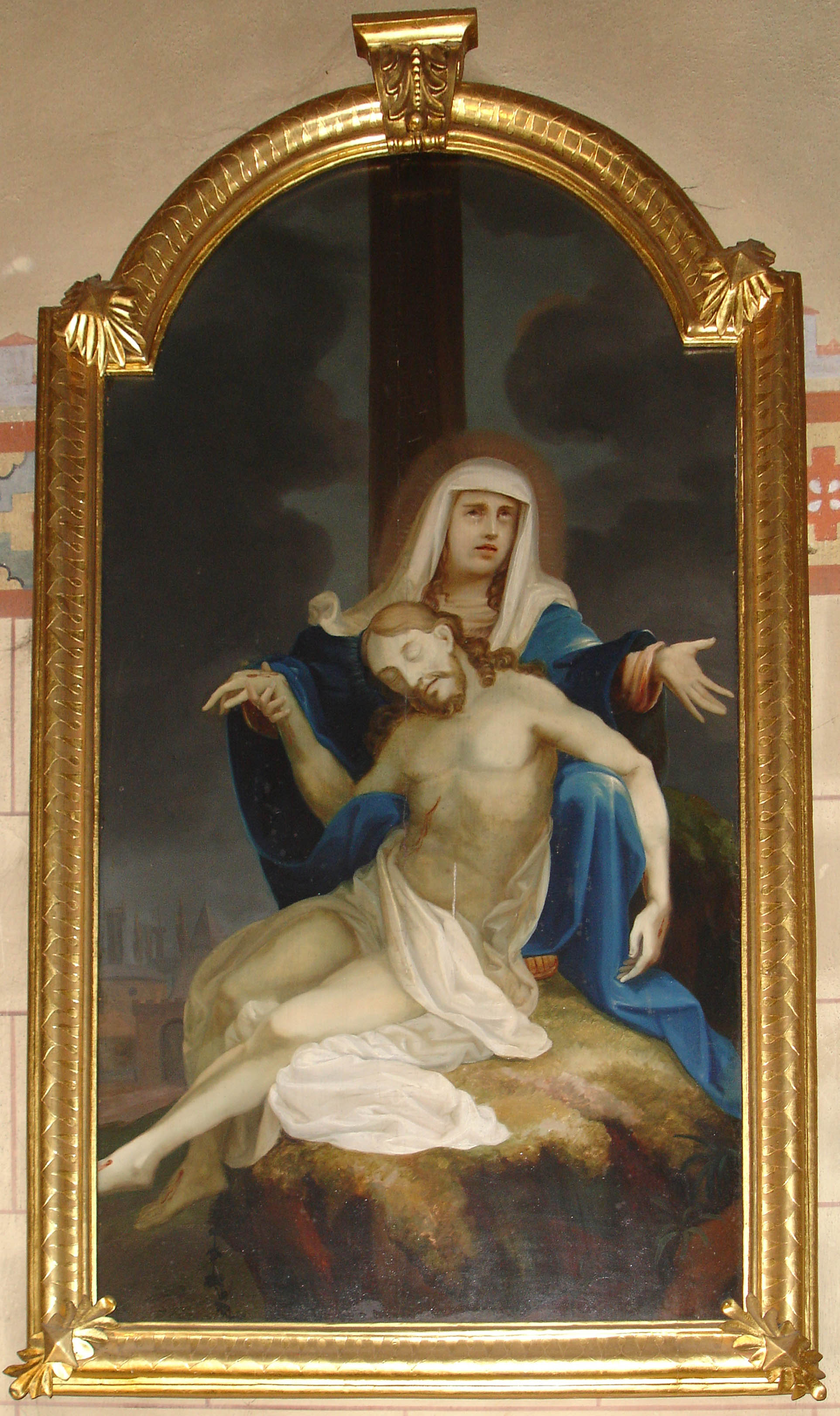
Gotische Pietà eines unbekannten Malers in der Wallfahrtskirche „Maria vom Sieg“

Das Gnadenbild im rechten Seitenaltar aus der Zeit um 1500 stellt die Muttergottes mit dem Kind auf dem Arm dar. Die Bemalung der Madonna stammt vermutlich von der Renovierung 1908. Es wurde unter Fachleuten kontrovers diskutiert, ob es sich um eine Madonna aus der Riemenschneiderschule handelt.
Die drei Altäre sind im neuromanischen Stil gefertigt. Der Hochaltar aus dem Jahr 1891 ist dem Herzen Jesu geweiht, flankiert von den Figuren des Evangelisten Johannes und des Heiligen Jakobus der Ältere mit dem Wanderstab und der Jakobsmuschel. Die beiden Seitenaltäre stammen aus dem Jahr 1892. Der Josefsaltar mit Josef als zentrale Figur zusammen mit dem  Heiligen Wendelinus und der Heiligen Barbara befindet sich auf der linken Seite. Das Gnadenbild im Marienaltar wird begleitet von den Statuen des Heiligen Joachim und der Heiligen Anna. Die Altäre wurden vom Kunstbildhauer und späteren Jugendstilkünstler Valentin Oeckler aus Nürnberg (* 1854 in Sylbach; † 1940 in Nürnberg) gefertigt. Es dürfte sich um das umfassendste erhaltene Werk Oecklers handeln.
2002 weihte der Würzburger Weihbischof Helmut Bauer einen zusätzlichen Volksaltar. Der Bildhauer Herbert Böllner aus Lauter fertigte den Altar und den Ambo nach dem Entwurf des Kunstreferenten der Diözese Würzburg, Jürgen Lenssen aus Schleeriether Sandstein.
Die 14 Kreuzwegstationen an den beiden Emporen malte Franz Krombach (1853–1908) im Zuge der Kirchenrenovierung 1908. Franz Krombach malte hauptsächlich Kreuzwege im historistischen Stil im gesamten süddeutschen Raum sowie in Elsass, Lothringen, Schweiz, Österreich, Belgien und Dänemark. Der Greßhäuser Kreuzweg dürfte das letzte Werk Krombachs gewesen sein. Das Abendmahl in der Mitte der Emporbrüstung stammt von Eulogius Böhler (1861–1943), Würzburg, ebenfalls aus dem Jahr 1908. Die Altäre, Kanzel und Orgel fasste der Vergolder E. Reuther aus Haßfurt neu.
Die Wand- und Deckengemälde aus dem Jahre 1908 stammen von Eulogius Böhler. Die Bilder sind in einer bestimmten chronologischen Reihenfolge angeordnet. Weitere Wandgemälde sind Jakobus der Ältere auf dem Weg zur Hinrichtung sowie  Medaillons mit den Evangelisten und verschiedenen Symbolen. Die Freiräume der reichen Wand- und Deckenbemalung sind mit stilisierten Blumen- und Pflanzenmotiven bemalt.
Die gotische Pietà wurde durch einen unbekannten Malers auf Holz gemalt und befand sich vermutlich in einem Seitenaltar. Das Vorbild zur Komposition des Gemäldes stammt vom niederländischen Maler Anthonis van Dyck (1591–1642) und befindet sich in der Alten Pinakothek in München.
Das Gemälde Mariae Himmelfahrt, ebenfalls von einem unbekannten Maler, soll zum alten Hochaltar gehört haben und hängt nun an der Seitenwand. Das Vorbild des Gemäldes stammt vom italienischen Renaissance-Maler Guido Reni (1575–1642) und befindet sich ebenfalls in der Alten Pinakothek. Das Besondere des Bildes in der Wallfahrtskirche ist das Knie Mariens in Anspielung auf den Titel „Maria vom Sieg“. Beim Original wird das Knie vom blauen Gewand umwallt. Im Greßhäuser Bild ähnelt es dem Teil einer Rüstung.
Der Taufstein aus grauem Sandstein trägt die Jahreszahl 1561, die Buchstaben C Y V. V E V und ein Steinmetzzeichen. Die Abkürzung wurde als Magister Yakobus Veigand Vikarier Ex Veißenfels gedeutet, nach einem protestantischen Pfarrer in Greßhausen, der 1561 in Weißenfels bei Leipzig Superintendent war.
Die Kanzel besteht aus einem achtseitigen Korpus mit geschnitztem Rahmen für die einzelnen Füllungen und Kerbschnittmotiven. In zwei Rahmenstücken ist die Jahreszahl 1615 eingeschnitzt. Fuß, Schalldeckel, Aufgang und die Fassung sind jüngeren Datums.
Die zweimanualige Orgel mit Pedal wurde von der Firma Schlimbach & Sohn aus Würzburg für 1897 Mark gebaut und aufgestellt. Sie besitzt 11 Register und ist ein ausgezeichnetes Instrument. 1924 wurden die im Ersten Weltkrieg für Kriegszwecke eingeschmolzenen Prospektpfeifen durch neue ersetzt. Im Juni 1957 wurde ein elektrischer Orgelmotor für den Blasbalg eingebaut.
Die neun Fenster wurden 1883 nach den Plänen des Bezirkstechnikers Zwanziger in Arnstein von dem dortigen Glasermeister Johann Baptist Hergenröter eingesetzt. Aus Dankbarkeit für eine Spende der Freifrau von Dungern-Dehren auf Baierhof hat man das Familienwappen der von Dungern im Chorfenster angebracht.